# Apapa (Schiff, 1915)
Die Apapa (I) war ein 1915 in Dienst gestellter Transatlantikliner der britischen Reederei Elder Dempster & Company, der am 28. November 1917 vor der Küste von Wales von einem deutschen U-Boot versenkt wurde.

## Das Schiff
Das 7.832 BRT große Dampfschiff Apapa wurde 1914 im Glasgower Stadtteil Govan auf der Werft Harland & Wolff’s Govan Shipyard, einer 1912 in Betrieb genommenen Außenstelle der Belfaster Werft Harland & Wolff, gebaut. Das Schiff lief am 30. September 1914 vom Stapel und wurde am 4. März 1915 fertiggestellt. Der aus Stahl gebaute Rumpf war 135 Meter lang, 17,47 Meter breit und hatte einen maximalen Tiefgang von 9,54 Metern. Das Schiff wurde für die 1852 gegründete Reederei Elder Dempster & Company Limited (oft abgekürzt Elder Dempster Lines) gebaut, die sich auf den Passagier- und Frachtverkehr zu den Vereinigten Staaten und Kanada, aber auch zu ferneren Zielen wie Afrika, die Karibik, die Kanarischen Inseln und Indien spezialisiert hatte. Die Apapa wurde für den Westafrika-Service eingesetzt. Sie war eines der bis dahin größten Schiffe der Reederei.
Vierfachexpansions-Dampfmaschinen mit einer Leistung von 516 nominalen Pferdestärken trieben das Schiff an und beschleunigten es auf eine Maximalgeschwindigkeit von 14 Knoten. Die Apapa hatte zwei Propeller, einen Schornstein und zwei Masten. Sie war mit drahtlosem Funk und Kühlanlagen zum Transport frischer Lebensmittel ausgestattet.
Die Apapa hatte zwei Schwesterschiffe, die 7781 BRT große Appam und die 7.782 BRT große Abosso (I), die beide bereits 1912 bzw. 1913 in Dienst gestellt worden waren. Die Appam wurde im Januar 1916 mit 319 Menschen an Bord auf dem Nordatlantik von dem deutschen Hilfskreuzer Möve aufgebracht. Die Kaperung sorgte für internationale Schlagzeilen. Die Abosso wurde nur wenige Monate vor der Apapa ebenfalls von einem deutschen U-Boot versenkt.

## Versenkung
Am Mittwoch, dem 28. November 1917 passierte die Apapa bei einer Geschwindigkeit von 13 Knoten die Insel Anglesey in der Irischen See. Die Apapa kam mit 129 Passagieren, 120 Besatzungsmitgliedern sowie Post und Fracht an Bord aus Sierra Leone (Westafrika) und befand sich auf dem Weg nach Liverpool. Das Kommando hatte Kapitän James Thomas Toft, der sieben Monate zuvor die Versenkung des Schwesterschiffs Abosso überlebt hatte. Die Apapa war leicht bewaffnet, fuhr aber ohne Geleitschutz. Es war eine klare Nacht mit ruhiger See.
In den frühen Morgenstunden wurde die Apapa drei Seemeilen nordöstlich von Lynas Point vor der Stadt Amlwch von U 96 achteraus gesichtet. U 96 war ein deutsches U-Boot der Klasse Mittel U, das sich unter dem Kommando von Kapitänleutnant Heinrich Jeß auf Feindfahrt befand. Jeß ließ tauchen und, nachdem das Schiff eine 20-Grad-Wendung zum Land hin vollzogen hatte, setzte er ohne Vorwarnung zu einem Heckangriff an. An Bord der Apapa wurde das U-Boot nicht registriert. Um 04.10 Uhr morgens schoss U 96 aus etwa 300 Metern Entfernung einen Torpedo ab, der die Apapa in Hecknähe an der Steuerbordseite traf. Die Erschütterung war so groß, dass viele schlafende Passagiere aus ihren Betten geworfen wurden. Der Maschinenraum wurde sofort geflutet. Kapitän Toft ordnete das Anhalten der Maschinen an und ließ das Schiff untersuchen.
Nachdem der Schaden an der Steuerbordseite festgestellt worden war und sich zeigte, dass die Apapa auf ebenem Kiel sank, befahl Toft das Aussetzen der Rettungsboote. Während der Überfahrt hatte es zwei Notfallübungen gegeben und jeder Person an Bord war ein Platz in einem der Boote zugewiesen worden. Passagiere und Besatzung verhielten sich entsprechend geordnet und diszipliniert. Zehn Minuten nach dem ersten Angriff, während die Evakuierung in vollem Gange war, schlug ein zweiter Torpedo mittschiffs in der Steuerbordseite ein und löste eine noch heftigere Explosion als der erste aus. Die Stromversorgung brach zusammen, was das Mustern von Passagieren und Besatzung erschwerte. Der Dampfer krängte plötzlich schwer nach Steuerbord und mehrere noch in den Davits hängende Rettungsboote wurden überschwemmt. Rettungsboot Nr. 9 mit 20 bis 30 Personen darin wurde in die Luft gesprengt, da der zweite Torpedo genau unter ihm detonierte.
Rettungsboot Nr. 3 verfing sich in der Takelage des sinkenden Schiffs. Mehrere Passagiere sprangen aus Angst aus dem Boot und ertranken, aber das Boot kam kurz danach frei. Als sich das Schiff auf die Seite legte, rissen die Spannseile des Schornsteins, der daraufhin umkippte und auf ein Rettungsboot prallte, welches gerade zu Wasser gelassen worden war. Nur drei Menschen aus diesem Boot überlebten. 18 Minuten nach dem ersten Treffer ging die Apapa mit dem Heck voran unter. 37 Besatzungsmitglieder, darunter der Leitende Offizier, der Leitende Ingenieur und der Chefsteward, sowie 40 Passagiere, darunter mindestens sieben Frauen, kamen durch die Versenkung ums Leben. Kapitän Toft blieb bis zuletzt mit dem Leitenden Offizier auf der Kommandobrücke und ging mit dem Schiff unter. Toft wurde kurz danach an einem kieloben treibenden Rettungsboot klammernd gefunden und gerettet.
Die Überlebenden wurden einige Stunden nach der Versenkung von einem Patrouillenboot der Royal Navy und einem Trampdampfer aufgenommen. Viele der Geretteten zeigten sich in Zeitungsinterviews sehr wütend über den Vorfall und bezeichneten die Deutschen als „Hunnen“ und die Tat als „kaltblütigen Mord“ und „brutale und unnötige Gefühllosigkeit“. Besonders die Tatsache, dass auf das bereits sinkende Schiff noch ein zweites Mal geschossen und somit eine ordnungsgemäße Evakuierung verhindert wurde, wurde angeprangert. Die meisten Betroffenen und auch die Presse gingen davon aus, dass es ohne den Fangschuss keine Toten gegeben hätte.
Unter den Toten waren Alfred Farrar, stellvertretender Kolonialminister für Sierra Leone und die Goldküste sowie Arthur E. Hebbes, Wahlkampfleiter des konservativen Parlamentsabgeordneten Sir Douglas B. Hall und Wahlvorstand der Conservative Party für die Stadt Lowestoft in Suffolk. Die Apapa sank auf der Position 53° 26′ N, 4° 18′ W.